# Kabange Mupopo

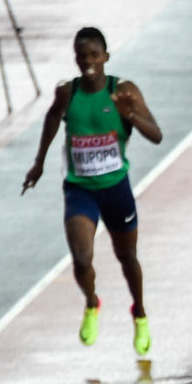
Mupopo (2017)

Kabange Mupopo (* 21. September 1992 in Lusaka) ist eine sambische Sprinterin und Fußballspielerin.
Zunächst war sie als Fußballspielerin für die Green Buffaloes aktiv. Mit der sambischen Fußballnationalmannschaft der Frauen schied sie bei der Fußball-Afrikameisterschaft 2014 in der Vorrunde aus.
Als Leichtathletin erreichte sie 2014 bei den Commonwealth Games in Glasgow das Halbfinale über 400 m und gewann Silber bei den Leichtathletik-Afrikameisterschaften in Marrakesch ebenfalls über 400 m. Beim Leichtathletik-Continentalcup in Marrakesch wurde sie Vierte über 400 m und kam mit dem afrikanischen Team auf den dritten Platz in der 4-mal-400-Meter-Staffel.
2015 gelangte sie über 400 m bei den Leichtathletik-Weltmeisterschaften in Peking ins Halbfinale und siegte in der gleichen Distanz bei den Afrikaspielen in Brazzaville mit dem nationalen Rekord von 50,22 s.
2016 gewann sie bei den Afrikameisterschaften in Durban die Goldmedaille im 400-Meter-Lauf. Außerdem nahm sie an den Olympischen Spielen in Rio de Janeiro teil, wo sie die Halbfinalrunde erreichte.
Bei den Weltmeisterschaften 2017 wurde sie positiv auf Testosteron getestet. Wegen Dopings wurde sie für vier Jahre gesperrt.
Sie stand im Kader der Frauenfußballmannschaft Sambias für die Olympischen Sommerspiele 2024.